# Крестовский сельский совет (Чаплинский район)
Крестовский сельский совет (укр. Хрестівська сільська рада) — входит в состав
Чаплинского района
Херсонской области
Украины.
Административный центр сельского совета находится в 
с. Крестовка
.

## История
- 1909 — дата образования.

## Населённые пункты совета
- с. Крестовка
- с. Светлое